# ایزابل هوپر

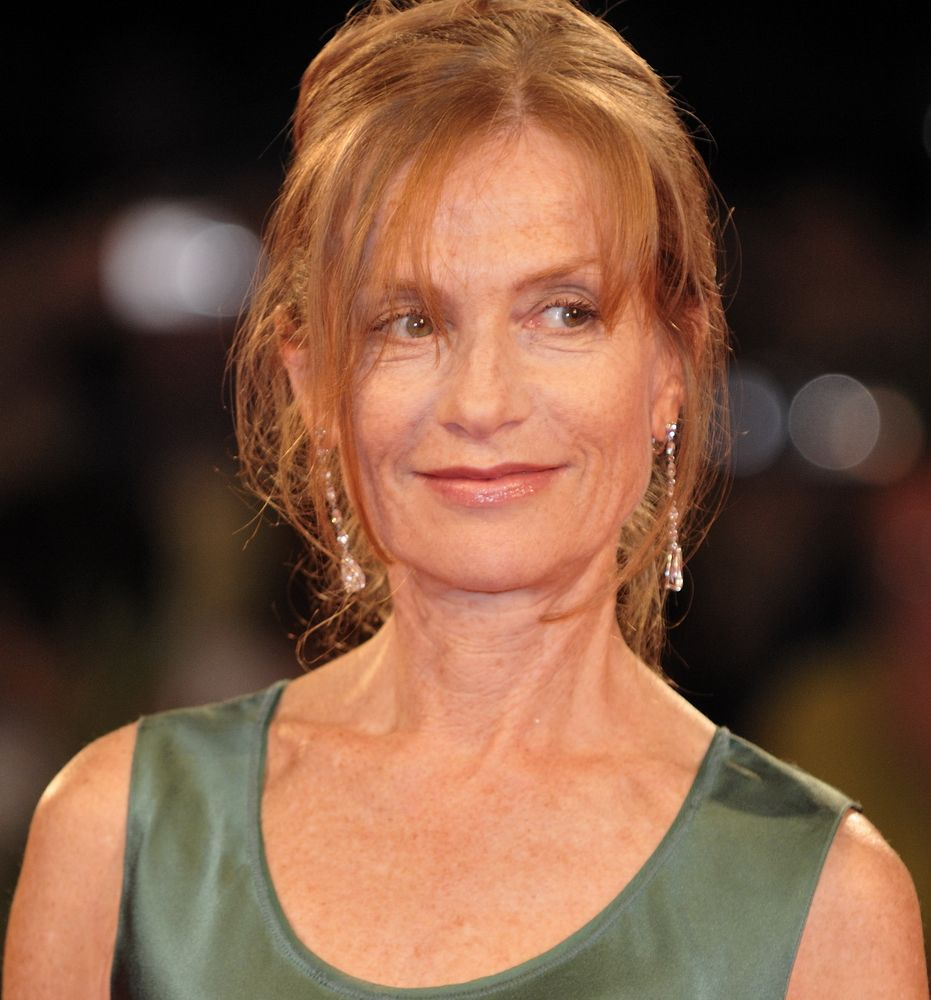
هوپر در جشنواره فیلم ونیز در سال ۲۰۰۹

ایزابل آن مادلن هوپر (به فرانسوی: Isabelle Anne Madeleine Huppert) (زادهٔ ۱۶ مارس ۱۹۵۳) بازیگر فرانسوی است که از سال ۱۹۷۱ میلادی در بیش از ۹۰ فیلم سینمایی و سریال تلویزیونی ایفای نقش کرده‌است.
او از هنرپیشه‌های زن مورد علاقه شابرول بود و با فیلم داستان زنان اثر کلود شابرول در سال ۱۹۸۸ بود که در ابتدای مسیر کاریش به شهرت رسید.

## زندگی‌نامه
هوپر در سال ۱۹۵۳ میلادی در پاریس زاده شد. پدرش کارخانه‌دار و مادرش معلم بود. او بازیگری را با نمایش تئاتر آغاز کرد و در سال ۱۹۷۴ با فیلم: "مکان رفتن" به کارگردانی برتران بلیه به شهرت رسید.

## جوایز و افتخارات
او دو بار برندهٔ جایزهٔ بهترین بازیگر زن جشنواره فیلم کن و دو بار برندهٔ جایزه بهترین بازیگر زن جشنواره فیلم ونیز شده‌است. وی همچنین ۱۳ بار نامزد دریافت جایزه سزار شده که در سال ۱۹۹۶ توانست جایزه سزار بهترین بازیگر نقش اول زن را از آن خود کند. وی در سال ۱۹۷۷ میلادی برندهٔ جایزه بفتا شد؛ و در سال ۲۰۱۰ میلادی، نشان لژیون دونور فرانسه را به‌ پاس سه دهه خدمت به سینمای کشورش دریافت داشت و در سال ۲۰۱۱ جایزه یک عمر دستاورد سینمایی تلویزیون انگلستان را دریافت کرد.
همچنین وی به پاس یک عمر فعالیت هنری جایزه خرس طلایی افتخاری را از هفتاد و دومین جشنوارهٔ فیلم برلین دریافت کرد. او به دلیل مثبت شدن تست کوویدش به صورت آنلاین در مراسم اهدای جایزه افتخاری خود شرکت کرد.

## بخشی از فیلم‌شناسی
- مکان رفتن (۱۹۷۴)
- لغزش تدریجی لذت (۱۹۷۴)
- ویولت نوزیر (۱۹۷۸)
- خواهران برونته (۱۹۷۹)
- دروازه بهشت (۱۹۸۱)
- مادام کاملیا (۱۹۸۱)
- قزل‌آلا (۱۹۸۲)
- داستان پیرا (۱۹۸۳)
- دوست دختر رفیقم (۱۹۸۳)
- کاکتوس (۱۹۸۶)
- پنجره اتاق خواب (۱۹۸۷)
- جن‌زدگان (۱۹۸۸)
- داستان زنان (۱۹۸۸)
- مادام بوواری (۱۹۹۱)
- عشق بعد از عشق (۱۹۹۲)
- آماتور (۱۹۹۴)
- سیل (۱۹۹۴)
- خویشاوندی‌های اختیاری (۱۹۹۶)
- کلاهبردار (۱۹۹۷)
- بابت شکلات متشکرم (۲۰۰۰)
- معلم پیانو (۲۰۰۱)
- ۸ زن (۲۰۰۲)
- دو (۲۰۰۲)
- زمانه گرگ (۲۰۰۳)
- قلب من هاکبی (۲۰۰۴)
- مادرم (۲۰۰۴)

- کمدی قدرت (۲۰۰۶)
- مالکیت خصوصی (۲۰۰۶)
- آقای فاکس شگفت‌انگیز (۲۰۱۰)
- شاهزاده کوچک من (۲۰۱۱)
- بدترین کابوسم (۲۰۱۱)
- عشق (۲۰۱۲)
- خطوط ولینگتون (۲۰۱۲)
- راهبه (۲۰۱۳)
- مردی رو به زوال (۲۰۱۳)
- غرنده‌تر از بمب (۲۰۱۵)
- آنچه در پیش است (۲۰۱۶)
- او (۲۰۱۶)
- خانم هاید (۲۰۱۷)
- گرتا(۲۰۱۸)
- ئیو (۲۰۲۲)